# Friendly (Maryland)
Friendly est une census-designated place située dans le comté du Prince George, dans l’État du Maryland, aux États-Unis. Lors du recensement de 2020, elle comptait 9 937 habitants.